# Threshold (banda)
Threshold é uma banda de metal progressivo formada em 1988 em Surrey, Inglaterra, e continua na ativa até os dias de hoje. A banda é uma das mais respeitadas do metal progressivo mundial.

## Histórico
Threshold começou a carreira em 1988, inicialmente tocando músicas de outras bandas. Com o tempo começaram a compor suas próprias obras musicais. Em 1992 fecham o primeiro contrato, e, depois de recrutarem Damian Wilson como vocalista, produziram sua primeira gravação, chamada Intervation, a qual fez parte de uma compilação de rock progressivo. Logo após, o tecladista Richard West ingressa no grupo, tecladista esse que faz parte da formação desde então até os dias atuais.
O álbum de estreia da banda, 'Wounded Land', data de 1993, o título do álbum (bem como outros elementos temáticos do mesmo) foram tirados de um romance cujo autor é Stephen R. Donaldson. Damian Wilson não pode acompanhar a banda na turnê que se seguiu, por conta das outras responsabilidades que tinha, é então que Glynn Morgan foi escolhido para substitui-lo. Glynn foi vocalista da banda no álbum lançado em 1994, a saber, 'Psychedelicatessen', desse é feito o primeiro vídeo da banda, faixa escolhida foi Innocent. No ano seguinte (1995), a banda saí em turnê pela Europa, tem algumas de suas apresentação gravadas, lançadas no álbum ao vivo, o 'Livedelica'.
Threshold tem uma parada antes da próxima realização, é nesse período que se dá a saída do vocalista Glynn Morgan e do baterista Jay Micciche (ambos saem do Threshold para formar o Mindfeed). A banda decide chamar Damian Wilson novamente, e, em 1997 grava 'Extinct Instinct', seguido de outra turne européia (na companhia de outra banda - o Enchant). Foi nessa oportunidade que o atual baterista, Johanne James, toca com a banda pela primeira vez.
Damian Wilson deixa a banda abruptamente, em 1998, duas semanas antes da banda gravar o álbum  'Clone'... uma lista de possíveis substitutos é feita, contendo, dentre outros, o nome do ex-vocalista de uma banda chamada Sagart Fury, que atende pelo nome de Andrew "Mac" McDermott, o qual junta-se a banda e grava os vocais. No ano de 1999 é lançado o primeiro álbum feito especialmente para o "fã club" da banda, o 'Decadent', que continha faixas de álbuns anteriores com versões editadas para rádio e afins, bem como faixas desses mesmos álbuns anteriores remixadas.
'Hypothetical' é como foi batizado o álbum da banda lançado em 2001, sacramentando o posto de baterista oficial à Johanne James. Ainda nesse mesmo ano a banda decide relançar os álbuns anteriores ao ano de 2001, em edições especiais, com faixas-bônus, som remasterizado, e, no caso de 'Wounded Land' e 'Psychedelicatessen' contendo faixas interativas. Mas as mudanças na formação ainda não tinham acabado, pois em 2003, quem resolve deixar a banda - alegando insatisfação com o agendamento dos shows durante as turnes - é o baixista Jon Jeary (membro fundador e principal letrista da banda até então), Steve Anderson, é eleito o novo baixista, toca durante a turne que resulta na gravação do álbum duplo ao-vivo e DVD, ambos chamado 'Crytical Energy', e continua como baixista da banda até hoje.

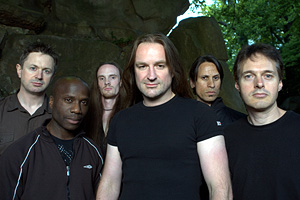
Formação de 2009

No início de 2007, o guitarrista e membro fundador da banda, Nick Midson, deixa o seu posto, descontente com a divulgação do novo álbum. Em julho deste ano, o vocalista Mac anuncia a sua saída do Threshold. O cantor já não tinha participado dos festivais europeus de verão na temporada atual, sendo substituído por seu antecessor no grupo, Damian Wilson. Mac emitiu uma nota sobre o acontecido:

"Desculpem por ter levado tanto tempo para me pronunciar. Mas também sinto muito por ter demorado para compreender que tinha que seguir com a minha vida de maneira decente. Sei que o momento era ruim (para sair do grupo) e agradeço a Damian por ter ficado no meu lugar. Infelizmente é absolutamente impossível viver numa boa fazendo isso. A próxima vez em que ouvirem um álbum do Threshold imaginem minha namorada se matando de trabalhar para que eu pudesse seguir em turnê, sem mencionar os empregos que tive que desistir para continuar no Threshold. Mais uma vez, o momento é difícil... passei a última sexta-feira acordado, pensando nisso e decidí que era hora de apoiar minha família 100%. Para todos os fãs, entendam e divirtam-se (sei como se sentem, fiquei devastado quando o Led Zeppelin terminou). Obrigado pelo apoio, tudo de bom para a banda e os fãs no futuro. Saúde. Mac".
Os integrantes do Threshold também se pronunciaram (de maneira fria e lacônica) sobre o assunto: "Mac nos deixou surpresos ao decidir não participar dos festivais esse ano. Para nossa sorte, Damian Wilson veio nos ajudar". Mac faleceu no dia três de agosto de 2011 devido a insuficiência renal e foi substituído oficialmente por Damian Wilson. Em 2012 foi lançado o primeiro álbum de estúdio com Damian Wilson, March of Progress.
Damian Wilson deixou a banda em 2017, sendo substituído por Glynn Morgan, que já havia integrado a banda entre 1994 e 1995. O Threshold prepara o lançamento de Legends Of The Shires, seu décimo primeiro álbum de estúdio, a ser lançado pela gravadora Nuclear Blast.

## Membros
|  |

### Integrantes
| - Glynn Morgan: Vocal - Karl Groom: Guitarra (membro fundador) - Steve Anderson: Baixo - Richard West: Teclados - Johanne James: Bateria - Andrew "Mac" McDermott: Vocal - Damian Wilson: Vocal - Jon Jeary: Baixo - Tony Grinham: Bateria - Mark Heaney: Bateria - Nick Midson: Guitarra | - Dan Swanö: vocal de apoio (no álbum 'Dead Reckoning') - Pete Morten: Guitar (2007) |

## Discografia
| - 'Wounded Land' (1993, relançado em Versão especial (VE) 2001) - 'Psychedelicatessen' (1994, VE 2001) - 'Extinct Instinct' (1997, VE 2002) - 'Clone' (1998) - 'Hypothetical' (2001) - 'Critical Mass' (2002) - 'Subsurface' (2004) - 'Dead Reckoning' (2007) - 'March of Progress' (2012) - 'For the Journey' (2014) - 'Legends of the Shires' (2017) - 'Livedelica' (1995) - Incluso na versão especial do álbum 'Psychedelicatessen' - 'Critical Energy' (2004, 2CDs) - edição especial contendo ambos (2CD e DVD) - 'European Journey' (2015) | - 'Critical Energy' (2004, DVD) - 'Decadent' (1999) - fora do catálogo; há uma versão com faixas editada para rádio bem como faixas remixadas. - 'Concert in Paris' (2002, ao-vivo) - fora do catálogo - 'Wireless: Acoustic Sessions' (2003) - fora do catálogo; contém versões acústicas para algumas das música de Threshold - 'Replica' (2004) - álbum com remixes, edições para rádio e novas versões para músicas entigas, mais duas novas músicas. - 'Surface to Stage' (2006, ao-vivo) |